# Kenedy

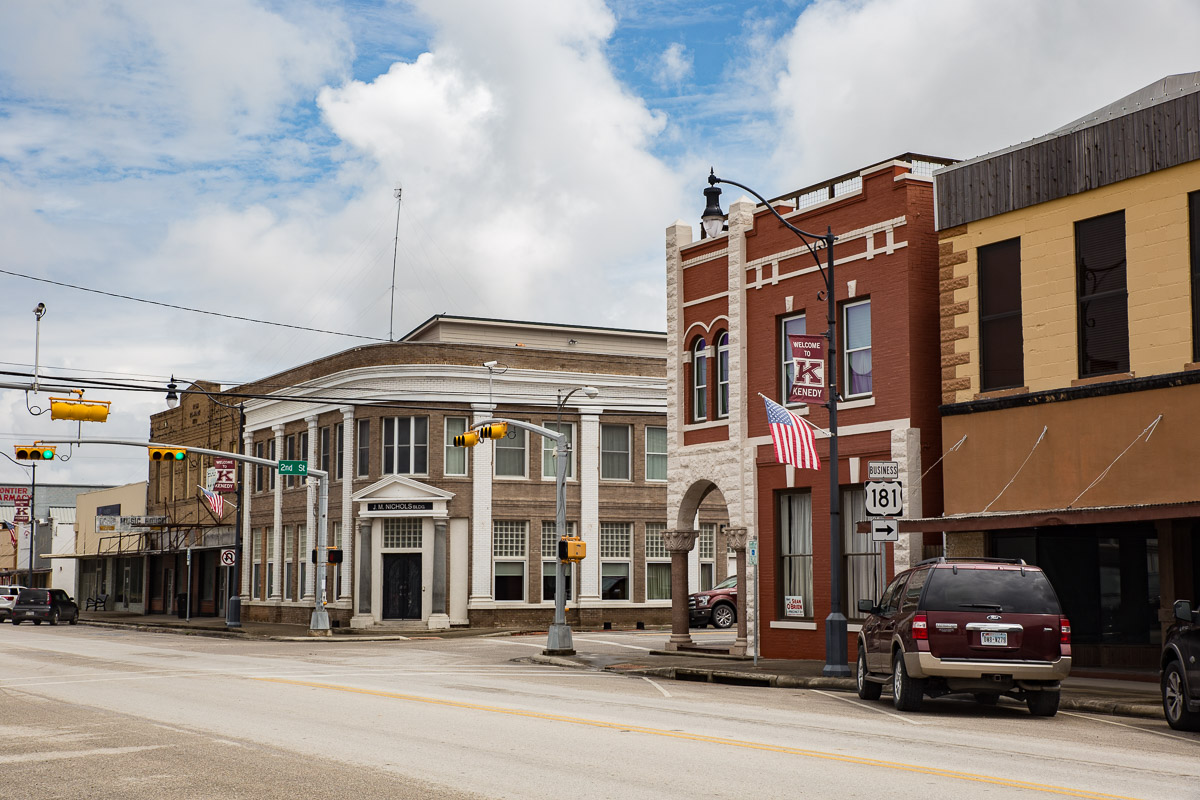
Centre-ville de Kenedy

Pour les articles homonymes, voir Kennedy.
Ne pas confondre avec le comté situé dans le même État, le comté de Kenedy.
La ville de Kenedy est située dans le comté de Karnes, dans l’État du Texas, aux États-Unis. Sa population, qui s’élevait à 3 296 habitants lors du recensement de 2010, est estimée à 3 448 habitants en 2018.

## Source
- (en) Cet article est partiellement ou en totalité issu de l’article de Wikipédia en anglais intitulé « Kenedy, Texas » (voir la liste des auteurs).

1. ↑  (en) « Population and Housing Unit Estimates » (consulté le 17 novembre 2019)
2. ↑  (en) « Census of Population and Housing », Census.gov (consulté le 4 juin 2015)